# Hedwiges Maduro
Hedwiges Eduard Martinus Maduro (* 13. Februar 1985 in Almere) ist ein ehemaliger niederländischer Fußballspieler und heutiger -trainer. Seine Mutter kommt aus Curaçao und sein Vater aus Aruba, zwei Inseln in der Niederländischen Karibik, Teil des Königreichs der Niederlande daher besitzt er auch die Staatsbürgerschaft der Niederlande. Derzeit ist er Cheftrainer des niederländischen Erstligisten Almere City.

## Spielerkarriere

### Verein
Maduro ist ein ehemaliger defensiver Mittelfeldspieler, der bei Ajax Amsterdam auch als Libero agierte. Zusammen mit Steven Pienaar, Johnny Heitinga, Wesley Sneijder, Markus Rosenberg und Ryan Babel bildete er in der Saison 2005/06 die mit Abstand jüngste und kompakteste Vereinsmannschaft der vergangenen Jahre. Er gewann während seiner Zeit bei Ajax zwei Mal den niederländischen Pokal und drei Mal den niederländischen Superpokal.
Im Januar 2008 wechselte Maduro für etwa zwei Millionen Euro zum FC Valencia. Er unterschrieb dort einen Vertrag über viereinhalb Jahre. Nach Vertragsende gab ihm zur Saison 2012/13 der FC Sevilla einen Dreijahresvertrag, in dessen Rahmen er allerdings nach anderthalb Jahren innerhalb der Saison 2014/15 zu PAOK Thessaloniki transferiert wurde.
Am Ende der Saison 2016/17 wechselte Maduro ablösefrei zum FC Groningen. Dort unterschrieb er einen Vertrag über zwei Jahre. Als dieser endete, gab Maduro für ein Jahr seine spielerische Dernière beim zyprischen Erstligisten Omonia Nikosia.
Nach der Saison 2017/2018 beendete er seine Spielerkarriere und ist seitdem als Trainer tätig.

### Nationalmannschaft
Maduro spielte bereits für die Alters- und Leistungsklassen U-19, U-20 und U-21 in Holland. Am 26. März 2005 gab er sein Debüt für die niederländische Nationalmannschaft. Bei der WM 2006 brachte er es auf einen Kurzeinsatz im unbedeutenden letzten Gruppenspiel gegen Argentinien, für die EM 2008 und für die WM 2010 wurde er nicht nominiert, allerdings stand er im Kader der Niederlande für die Olympischen Sommerspiele 2008. Am 11. August 2010 kam er nach mehr als vier Jahren ohne A-Länderspiel zu seinem 13. Einsatz in der ersten Elf. Nach der Weltmeisterschaft gönnte Bondscoach Bert van Marwijk den in Südafrika eingesetzten Spielern eine Pause und setzte im Freundschaftsspiel in der Ukraine neben Maduro weitere Rückkehrer wie Theo Janssen und Urby Emanuelson sowie sieben Debütanten ein.

## Trainerkarriere
Nachdem er zwischen 2018 und 2020 verschiedene Jugendtrainerfunktionen beim niederländischen Fußballverband und bei Almere City wahrgenommen hatte, übernahm er zum 1. Juli 2020 die U-21 (Jong Almere City FC) von Almere. Ab November 2021 war er zusätzlich Co-Trainer der Profimannschaft unter Alex Pastoor. Zur Saison 2023/24 wurde er Co-Trainer von John van ’t Schip bei Ajax Amsterdam. Zum 1. Juli 2024 kehrte er als Nachfolger von Pastoor als Cheftrainer zu Almere City zurück.

## Erfolge
- Niederländischer Pokalsieger: 2006, 2007
- Niederländischer Superpokalsieger: 2005, 2006, 2007
- Spanischer Pokalsieger: 2008
- U-21-Europameister: 2007 (4 Einsätze)
- Teilnahme an der WM 2006 in Deutschland (1 Einsatz)
- Teilnahme an den Olympischen Spielen 2008 in Peking (4 Einsätze)